# Kakameg à poitrine grise
Kakamega, Kakamega poliothorax · Akalat à poitrine grise
Genre
Espèce
Synonymes
- Alethe poliothorax Reichenow, 1900
- Trichastoma poliothorax (Reichenow, 1900)

Statut de conservation UICN

 LC  : Préoccupation mineure
Le Kakameg à poitrine grise (Kakamega poliothorax), anciennement Akalat à poitrine grise, est une espèce d'oiseaux de la famille des Arcanatoridae. C'est le seul représentant du genre Kakamega.

## Systématique
Cette espèce a été initialement décrite sous le protonyme Alethe poliothorax par Anton Reichenow en 1900 sur la base d'un spécimen découvert dans le nord-ouest du Cameroun.

## Répartition
Cet oiseau peuple le Grassland (Cameroun), Bioko, les forêts d'altitude du rift Albertin ainsi que l'ouest du Kenya.

## Description
L'holotype de Kakamega poliothorax mesure 170 mm. Sa tête et son dos sont brun-rouge, le dessus de la tête étant plus foncé, tirant sur le brun sombre. Sa queue est également plus foncée que le dos. Ses ailes sont brun sombre. Le centre de sa gorge est blanc devenant grisâtre sur les côtés. Son poitrail et son ventre sont blancs et ses pattes gris bleuté.

## Publications originales
- genre Kakamega :
  - (en) C. F. Mann, P. J. K. Burton et I. Lennerstedt, « A re-appraisal of the systematic position of Trichastoma poliothorax (Timaliinae, Muscicapidae) », Bulletin of the British Ornithologists' Club, Londres, BOC, vol. 98,‎ 8 mars 1978, p. 131-140 (ISSN 0007-1595 et 2513-9894, OCLC 1537351, lire en ligne).
- espèce Kakamega poliothorax :
  - (de) Anton Reichenow, « Zwei neue Arten von Kamerun », Ornithologische Monatsberichte, Berlin, Inconnu, vol. 8,‎ 1900, p. 6 (ISSN 0375-0221, OCLC 1761529, lire en ligne).